# Per Lennart Aae
Per Lennart Aae (* 1940 in Stockholm) ist ein ehemaliger deutscher Politiker der NPD und ein Leugner des Holocaust. Er war Leiter des Wissenschaftsarbeitskreises der NPD und wissenschaftlicher Mitarbeiter der NPD-Fraktion im Sächsischen Landtag.

## Ausbildung
Aae wurde in Schweden geboren und studierte Mathematik und Informatik.

## In der NPD
In den 1970er Jahren trat Aae der NPD bei. Nach seinem Umzug nach Bayern wurde er in der NPD und der rechtsextremen Szene aktiv, insbesondere bei Demonstrationen und Kundgebungen. So meldete er offiziell die Demonstration gegen die Ausstellung „Vernichtungskrieg. Verbrechen der Wehrmacht 1941–1944“ in München an, die eine der größten Neonazi-Demonstrationen nach dem Zweiten Weltkrieg in Deutschland war. Im Februar 1999 wurde Aae zum stellvertretenden Landesvorsitzenden der NPD in Bayern gewählt und trat bei der Europawahl im gleichen Jahr als Spitzenkandidat an.

## Verdacht auf V-Mann-Tätigkeit
Während des NPD-Verbotsverfahrens kam der Verdacht auf, Aae wäre als V-Mann für den Militärischen Abschirmdienst (MAD) tätig gewesen. Dies wurde insbesondere durch Horst Mahler, der als Prozessvertreter der NPD wirkte, u. a. durch Faxe an die Abgeordneten des Innenausschusses im Deutschen Bundestag lanciert. Aae verwahrte sich durch einen offenen Brief und weitere Wortmeldungen gegen die Äußerungen Mahlers. Daraufhin erhielt Aae eine Abmahnung und wurde am 5. Februar 2002 von seinen Ämtern im NPD-Bundesvorstand enthoben. Als Begründung gibt das NPD-Präsidium an, sein Verhalten stelle eine Gefährdung der Prozessstrategie dar. Außerdem wurde Aae schriftlich mitgeteilt, dass er laut einem Präsidiumsbeschluss zusätzlich auch noch aus der Partei ausgeschlossen werden solle.

## Wirtschaftspolitik
Aae vertritt nach eigener Aussage einen völkischen Nationalismus, weil dieser heute „das einzig denkbare Gegenmodell zum menschen- und umweltfeindlichen Globalismus“ sei. Zur Rolle der NPD äußerte er 1999 in einer Parteivorstandssitzung und der Parteizeitung Deutsche Stimme, diese sei „nun als einzige antikapitalistische Arbeiterpartei auf der politischen Bühne vertreten“. In jüngster Zeit trat er mehrfach als Redner bei Veranstaltungen im Rahmen der „Antikapitalismus-Kampagne“ von NPD und Freien Kameradschaften auf.

## Verurteilung wegen Volksverhetzung
2005 war Aae vom Amtsgericht Rosenheim wegen Volksverhetzung zu einer Geldstrafe von 5000 Euro verurteilt worden. In einer am 10. März 2004 versandten E-Mail an über 30 Empfänger, darunter die Bild-Zeitung München, das FAZ-Feuilleton, die TAZ in Berlin, das ZDF, den Bundeskanzler Gerhard Schröder, Wolfgang Schäuble und das Auswärtige Amt, sprach er im Zusammenhang mit dem Holocaust von „Höllenglauben“, „Gaskammer-Dogma“ und bezeichnete Historiker als „perverse, brutale Vergewaltiger von deutschen Kinderseelen“. Aus mehreren Gründen erscheine ihm „das Holocaust-Szenario als Ganzes nicht glaubwürdig“. Er sei der „Meinung …, dass Gaskammern für die Menschenvernichtung untauglich waren“. In der Berufungsverhandlung bestätigte das Landgericht Traunstein Ende August 2006 das Ersturteil des Amtsgerichts, reduzierte jedoch die Geldstrafe auf 4800 Euro. Nach Ansicht des Gerichts war der Inhalt der E-Mail an mindestens 30 Personen als „qualifiziertes Leugnen des Holocaust zu werten“.
Auch an anderer Stelle war er durch geschichtsrevisionistische und antisemitische Ansichten aufgefallen. So publizierte er in der Deutschen Stimme einen Beitrag unter dem Titel „Imperialistischer Raubzug oder nationaler Notwehrakt? Ein historischer Vergleich: George W. Bushs Irakkrieg 2003 und Adolf Hitlers Polenfeldzug 1939“. Dabei gelangte er zu dem Fazit, der deutsche Überfall auf Polen 1939 habe „auf jeden Fall der Abwehr einer deutlich angezeigten militärischen Bedrohung gegen das Reich“ gedient und fügt hinzu: „Hitler führte zwar einen Angriffskrieg gegen Polen. Er hatte allerdings alles Menschenmögliche getan, um den deutsch-polnischen Konflikt friedlich zu lösen, scheiterte aber am nachweislichen Kriegswillen seiner Gegner.“
In einem auf der rechtsextremen Website „Wiener Nachrichten Online“ (wno) veröffentlichten Artikel „Antisemitismus-Gespenst als politische Strategie“ diffamierte er den Zentralrat der Juden als „obskure Schattenregierung der BRD, gegen deren stellvertretenden Vorsitzenden, also besagten Michel Friedman, Jürgen Möllemann sich lobenswerterweise zu wehren erdreistet hat“. Aae meinte weiter, dass in der Bundesrepublik „eine ungeheure jüdische Machtbasis entstanden“ und der „jüdisch-zionistische Einfluss auf die deutsche Politik erheblich“ sei. Antisemitismus, so Aae, werde „bewusst und planmäßig provoziert“, um eine „nationale Bewegung“ in der Bundesrepublik zu verhindern.
Am 10. November 2007 relativierte Aae in Chemnitz in seinem Vortrag „Deutsche Kriegsschuld – eine Lüge als Grundlage der BRD“ die Schuld Deutschlands am Auslösen des Zweiten Weltkrieges.